# Arielulus aureocollaris
Arielulus aureocollaris es una especie de murciélago de la familia Vespertilionidae. Fue descrito originalmente com  Thainycteris aureocolaris.

## Distribución geográfica
Se encuentra en Tailandia, Laos  y Vietnam.